# Coloncus
Coloncus es un género de arañas araneomorfas de la familia Linyphiidae. Se encuentra en Norteamérica.

## Lista de especies
Según The World Spider Catalog 12.0:
- Coloncus americanus (Chamberlin & Ivie, 1944)
- Coloncus cascadeus Chamberlin, 1949
- Coloncus ocala Chamberlin, 1949
- Coloncus pius Chamberlin, 1949
- Coloncus siou Chamberlin, 1949